# Jefté
Jefté Vital da Silva Dias (Rio de Janeiro, 21 dicembre 2003) è un calciatore brasiliano, difensore del Palmeiras.

## Carriera
Jefte è cresciuto nel settore giovanile della Fluminense, che lo ha acquistato nel 2017 dal Tigres do Brasil. Nel 2023 è stato ceduto in prestito all'APOEL, dove ha trascorso una stagione da titolare segnando 3 reti in 32 presenze.
Il 24 maggio 2024 è stato acquistato a titolo definitivo dal Rangers.
Dopo solo un anno in Scozia, ritorna in Brasile, al Palmeiras, a titolo definitivo per 6.5 milioni di sterline e con un contratto fino al 2030.

## Statistiche

### Presenze e reti nei club
Statistiche aggiornate al 12 agosto 2025.
| Stagione        | Squadra         | Campionato      | Campionato | Campionato | Coppe nazionali | Coppe nazionali | Coppe nazionali | Coppe continentali | Coppe continentali | Coppe continentali | Altre coppe | Altre coppe | Altre coppe | Totale | Totale | Totale |
| Stagione        | Squadra         | Comp            | Pres       | Reti       | Comp            | Pres            | Reti            | Comp               | Pres               | Reti               | Comp        | Pres        | Reti        | Pres   | Reti   |        |
| --------------- | --------------- | --------------- | ---------- | ---------- | --------------- | --------------- | --------------- | ------------------ | ------------------ | ------------------ | ----------- | ----------- | ----------- | ------ | ------ | ------ |
| 2023-2024       | APOEL           | A               | 31         | 3          | CC              | 0               | 0               | UECL               | 1                  | 0                  | -           | -           | -           | 32     | 3      |        |
| 2024-2025       | Rangers         | SP              | 33         | 1          | CS+CdL          | 2+4             | 0               | UCL+UEL            | 2+11               | 0                  | -           | -           | -           | 52     | 1      |        |
| 2025-2026       | Rangers         | SP              | 1          | 0          | CS+CdL          | 0               | 0               | UCL                | 3                  | 0                  | -           | -           | -           | 4      | 0      |        |
| Totale Rangers  | Totale Rangers  | Totale Rangers  | 34         | 1          |                 | 6               | 0               |                    | 16                 | 0                  |             | -           | -           | 56     | 1      |        |
| Totale carriera | Totale carriera | Totale carriera | 65         | 4          |                 | 6               | 0               |                    | 17                 | 0                  |             | -           | -           | 88     | 4      |        |

## Palmarès

### Club

#### Competizioni nazionali
- Campionato cipriota: 1

APOEL: 2023-2024